# Lommel-Kolonie
Lommel-Kolonie (uitspraak: Lommel-Kolonie) is een parochie in de Belgische gemeente Lommel, in de provincie Limburg. Kolonie ligt net ten noordoosten van het centrum van Lommel, ten noorden van het Kanaal Bocholt-Herentals. Ten noorden van Lommel-Kolonie ligt de grensovergang naar Nederland.

## Geschiedenis
De Belgische regering vatte in 1835 het plan op om de schrale gronden in de Kempen te verbeteren. Daartoe werden vanaf het Kanaal Bocholt-Herentals, dat in 1843 was geopend, kanaaltjes, zoals de Spijsloop, gegraven naar een bevloeiingsgebied dat De Watering (of De Wetering) werd genoemd en vanaf 1849 werd hier gras en hooi gewonnen. Het kanaal bevat kalkrijk Maaswater. Het plan was geïnspireerd door bevloeiingswerken in Noord-Italië.
De Staat bouwde tevens een nederzetting, een Colonie Agricole. Deze bestond uit twintig boerderijen, een pastorie en een school. De weldadigheidskolonie, opgezet om de armoede te bestrijden, kwam gereed in 1850. Het experiment lukte maar matig, want vele kolonisten vertrokken weer na korte tijd omdat de grond te onvruchtbaar was. Hierna werd de landbouwkolonie en blok II van de grote watering gekocht door ingenieur Keelhoff. De rest van de Watering kwam in handen van Union Alumetière, een luciferfabriek, welke Canadapopulieren plantte in het gebied. Later verkocht de familie Keelhoff de boerderijen aan particulieren.
De parochie, Heuvelse Heide, kwam in 1852 als eerste nieuwe parochie op het Lommelse grondgebied tot stand. Deze was gewijd aan Sint-Jozef. Het gehucht Heuvel-Heide werd later afgestaan aan de centrumparochie. Barrier, dat eveneens deel uitmaakte van de parochie Kolonie, werd een zelfstandige parochie in 1961 nadat er reeds in 1938 een hulpkerk was gebouwd. De Sint-Jozefskerk van Kolonie dateert uit 1927. De toren uit 1869 is het enige overblijfsel van de oude kerk die afgebroken werd omdat ze veel te klein geworden was.
In 1976 werd de Watering gekocht door de gemeente Lommel. Nu is het een natuurgebied dat echter maar beperkt toegankelijk is. Er wonen 117 vogelsoorten. Ook heeft het gebied een unieke flora, die kalkminnende soorten omvat.
In 2012 verloren vijftien schoolkinderen en twee volwassenen van de stedelijke basisschool 't Stekske van Kolonie het leven in een busongeval in het Zwitserse Sierre.

## Natuur
De natuurgebieden Plateaux-Hageven, waarin opgenomen de Pelterheggen, liggen eveneens in de omgeving van Lommel-Kolonie. Ten oosten hiervan ligt het dal van de Dommel. Ten zuiden van Lommel-Kolonie ligt de Heuvelse Heide, een gebied met naaldbossen en heide.

## Bezienswaardigheden
- Sint-Jozefskerk, uit 1927 met toren van 1869.

### Musea
- Het Museum Wateringhuis vertelt over de geschiedenis van De Watering, en ook over de planten en dieren in dit gebied.
- Het Museum De Kolonie, voor 2007 Museum Kempenland geheten, is gehuisvest in Staatsboerderij no 4, Kolonie 77. Het is een Archeologisch museum, dat in 2014 werd heringericht. De boerderij is een van de weinige overgebleven exemplaren. Ze werd in 1993 door de gemeente Lommel gekocht en in 2006 gerestaureerd.

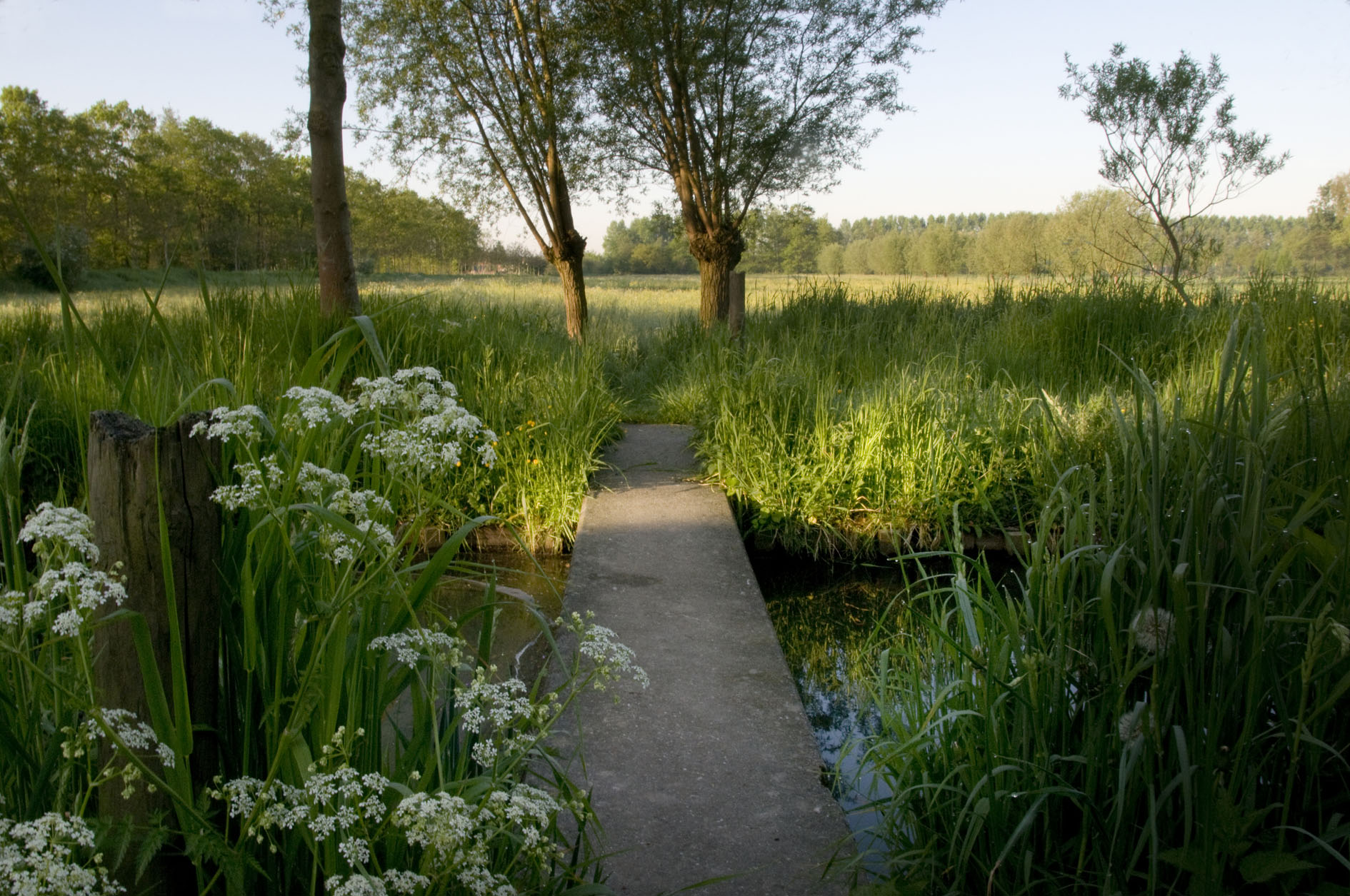
De Watering
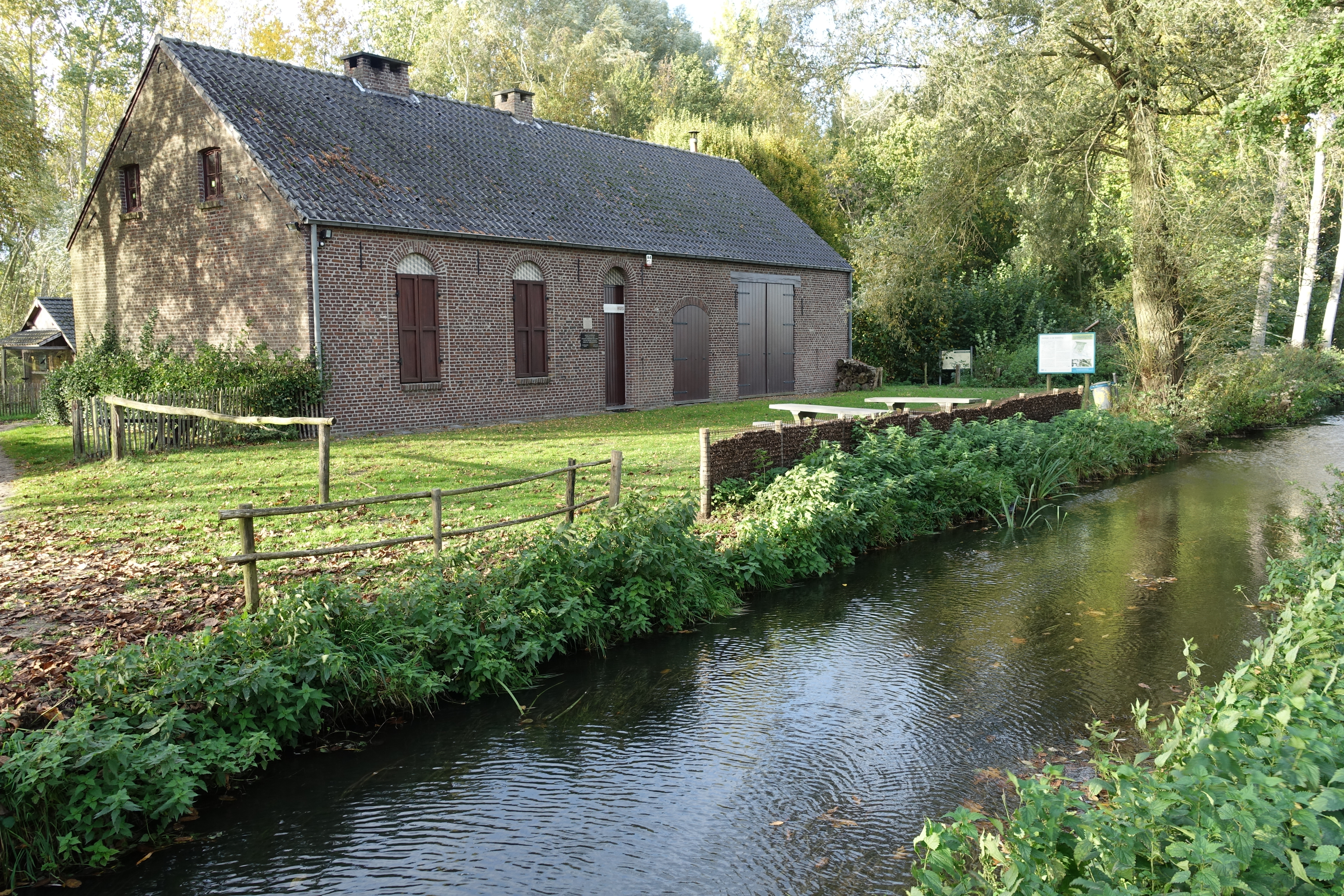
Wateringhuis
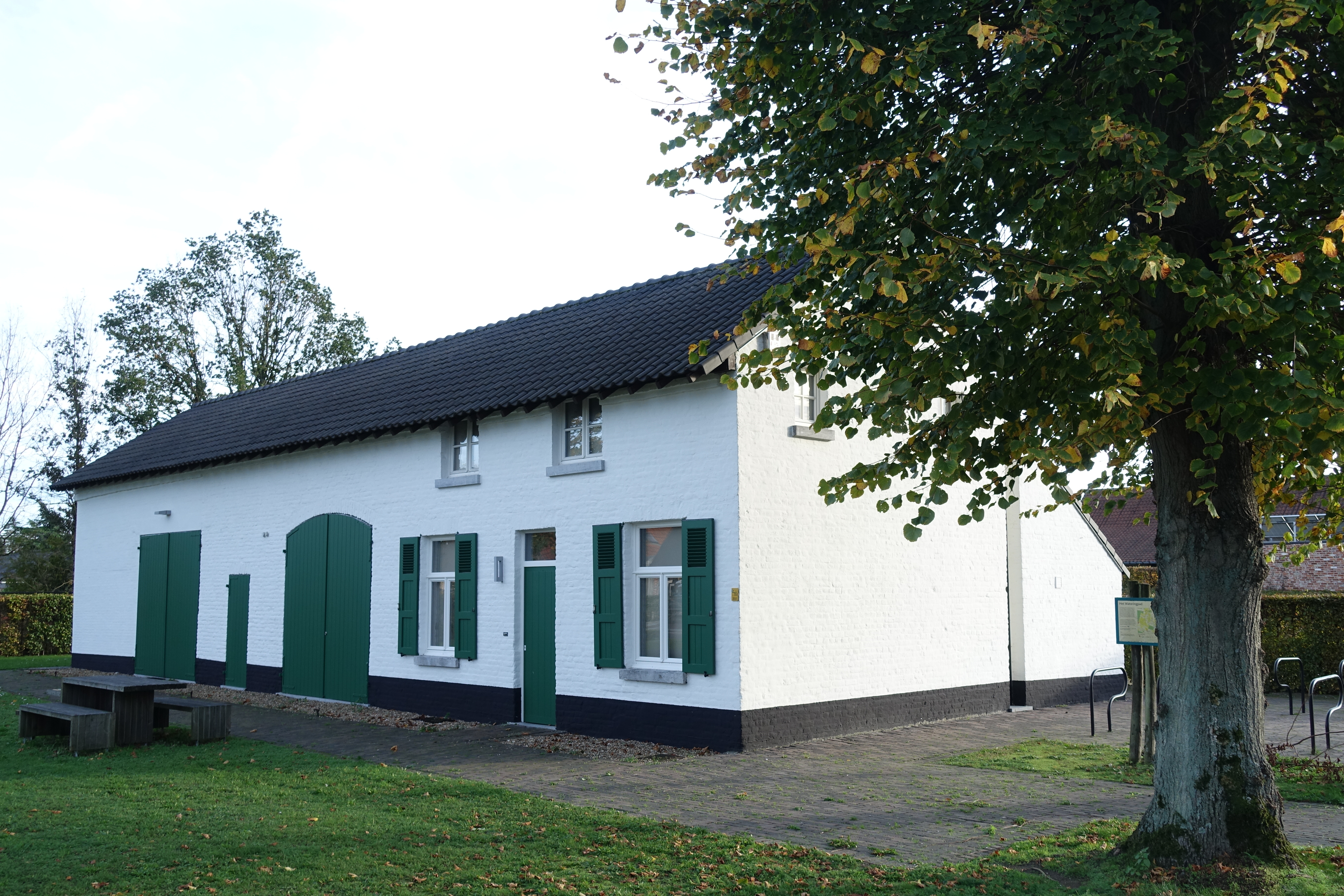
Museum De Kolonie

## Recreatie
Er is een wandeltocht uitgezet door het gebied rond Lommel-Kolonie, en er zijn vele fietstochten te maken, mede met behulp van het fietsroutenetwerk.

## Bekende inwoners
- Marie-Cécile Moerdijk, Nederlandse zangeres en schrijfster
- Stefano Marzo, profvoetballer
- Katrien De Ruysscher, Belgisch actrice

## Nabijgelegen kernen
- Barrier
- Borkel en Schaft
- Bergeijk